# Casa Carlos (Llíria)
La Casa Carlos (Llíria, Camp de Túria, País Valencià), és una masia històrica fortificada situada al terme de Llíria en la partida homònima (polígon 8, parcel·la 43). Es troba a una distància d'11 kilòmetres del nucli urbà de Llíria, contigua al camí d'Alcubles (actual CV-339) i del barranc que porta també el mateix nom: Barranc de la Casa Carlos.

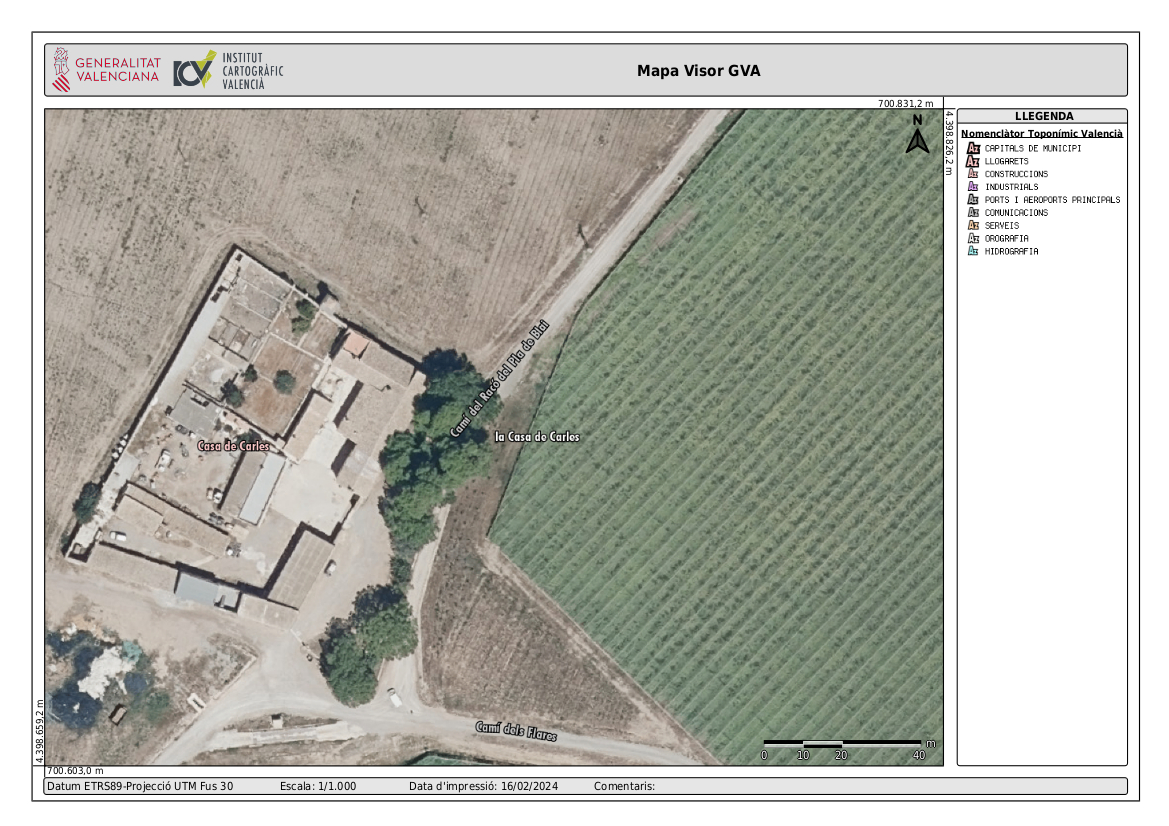
Fitxa de la Casa Carlos (ICV, 2024)

## Origen
Sembla remontar-se, segons el cronista José Durán, cap a mitjans del segle XVIII. Segons el cronista edetà, indica que va ser en origen  una heretat de 111 cafissades de terra amb un maset que en 1749 posseïa Joan Cotanda, esparter de Llíria. Va ser venuda en subhasta pública, sent adquirida per Carlos Cervera, ampliant-la fins a 282 jornals i adquirint des d'eixa data el nom actual.
En la documentació custodiada pel ministeri de defensa i datada entre 1810 i 1813, la masia ja apareix amb el topònim Casa Carlos.

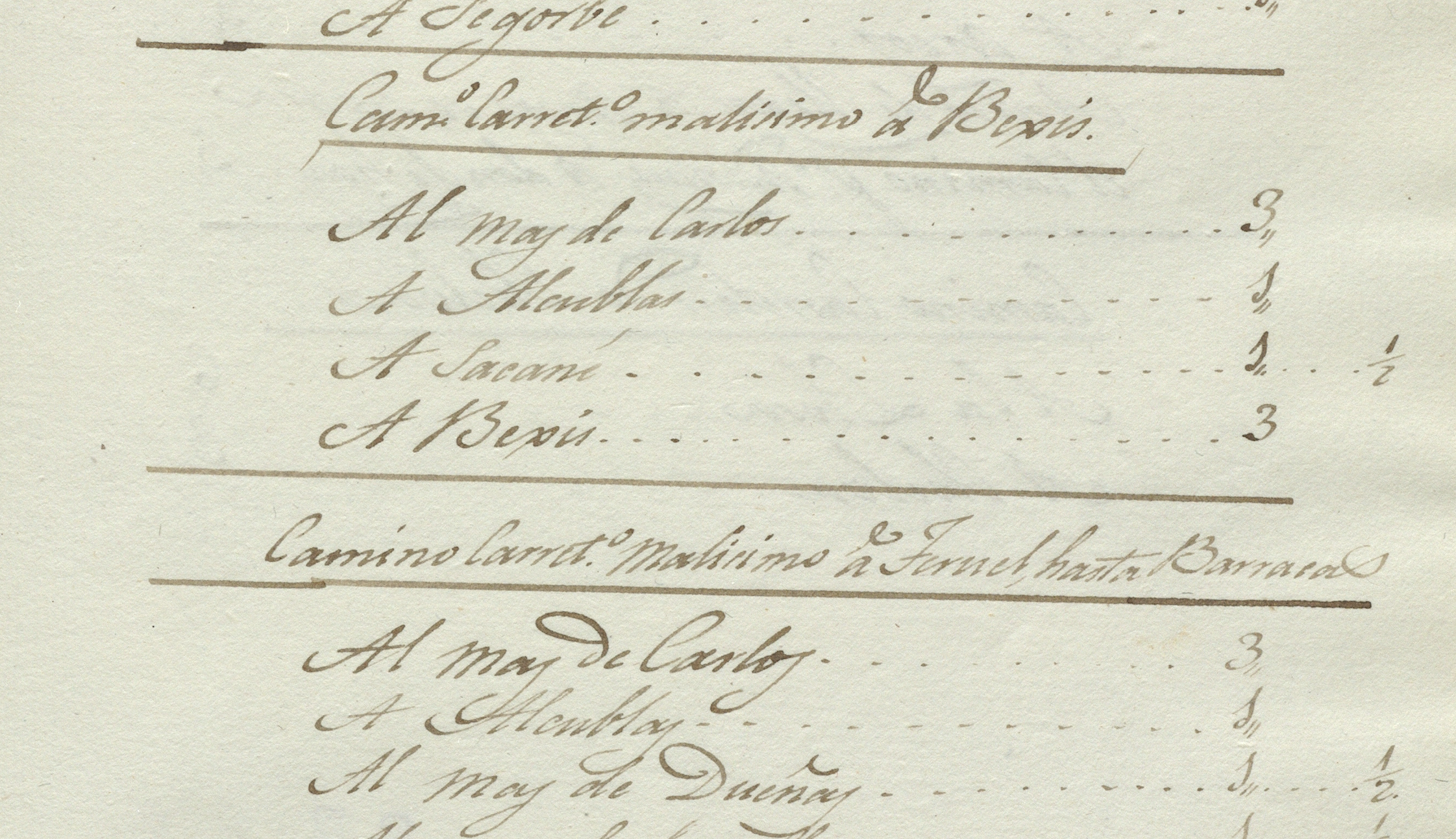
El mas de Carlos, com a punt de referència del camins que uneixen Llíria amb Begís i Terol (1810-1812). Archivo Cartográfico de Estudios Geográficos del Centro Geográfico del Ejército

## Dades històriques
Al Diccionario geográfico-estadístico-histórico de España y sus posesiones en Ultramar, de Pascual Madoz, en el volum X (1847) podem llegir: [...]en el radio que abraza aquella [Llíria] se encuentran 14 granjas tituladas: Casa del Campo,  Cañada, Carlos, Carreres, Carril, Espinar, Frare, Gea, Moya, Perreymond y otras [...].
En 1915 passa a ser propietat de Roberto Gil Izquierdo, conegut amb el malnom del "Barbut", membre d'una família terratinent i del benestant econòmic i polític de Llíria. Amb el desenvolupament del regadiu al terme de Llíria entorn a la dècada de 1970, la finca va adaptar els seus cultius a la producció de regadiu. No deixant de ser un referent cartogràfic i toponímic del terme.
Destacava el seu panell ceràmic de grans dimensions amb el nom de la masia que podia ser llegit des d'un centenar de metres.

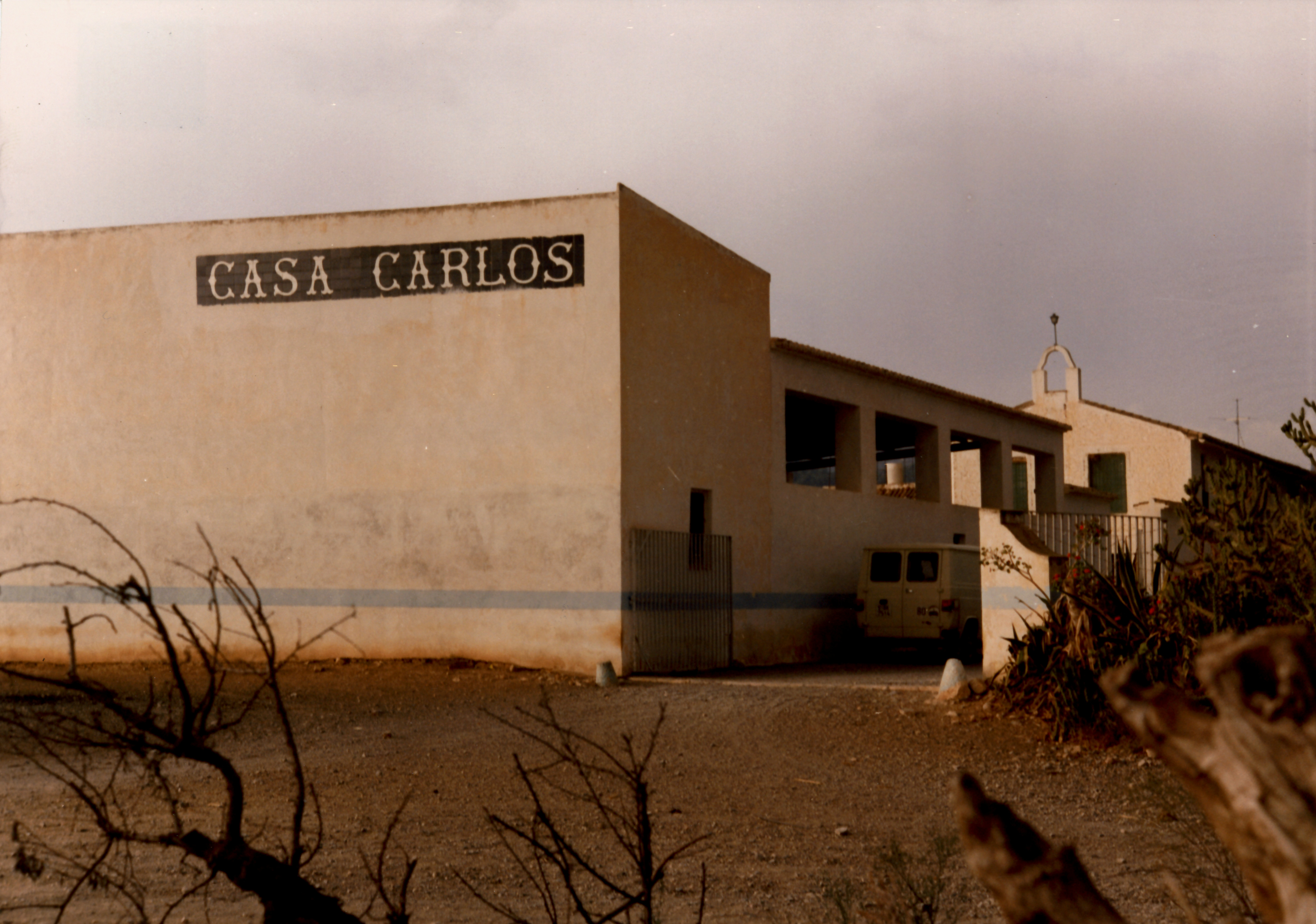
La Casa Carlos amb el seu característic panell ceràmic. (Foto José León, 1994). AMLL. Fons José Durán Martínez

## Destrucció del panell ceràmic
Després de passar per diverses mans, en 2023 canvia de propietaris, que a principis de 2024 destrueixen el panell ceràmic i el substitueixen per altre amb el nom  "Hacienda San Alberto", acció que va ser comunicada al departament d'urbanisme de l'Ajuntament de Llíria, per afecció patrimonial de l'immoble, esperant la conseqüent resolució a tal efecte.